# Nunzia di Somma
Nunzia di Somma è una doppiatrice Italiana